# Elżbieta Jastrzębowska
Elżbieta Jastrzębowska (ur. 12 maja 1946 w Polanicy-Zdroju) – profesor nauk humanistycznych, archeolożka klasyczna, historyczka sztuki wczesnochrześcijańskiej.

## Życiorys
Studiowała archeologię śródziemnomorską na Uniwersytecie Warszawskim pod kierunkiem Kazimierza Michałowskiego i Anny Sadurskiej oraz archeologię chrześcijańską w Rzymie i Fryburgu Bryzgowijskim, gdzie się doktoryzowała pod kierunkiem profesora Waltera N. Schumachera na podstawie rozprawy Untersuchungen zum christlichen Totenmahl aufgrund der Monumente des 3. und 4. Jhs. unter der Basilika des Hl. Sebastian in Rom. W 1993 uzyskała habilitację na UW – Bild und Word: das Marienleben und die Kindheit Jesu in der christlichen Kunst vom 4. bis 8.Jh. und ihre apokryphen Quellen, tytuł profesora uzyskała w 2001. Od 1990 wykłada sztukę rzymską, wczesnochrześcijańską i wczesnobizantyjską na UW. W latach 2005–2009 kierowała Stacją Naukową PAN w Rzymie. Następnie, w latach 2009–2016, kierowniczka Zakładu Archeologii Klasycznej w Instytucie Archeologii UW.

## Wybrane publikacje
- Untersuchungen zum christlichen Totenmahl aufgrund der Monumente des 3. und 4. Jhs. unter der Basilika des Hl. Sebastian in Rom, Frankfurt am Main: Peter Lang: (Europäische Hochschulschriften / European University Studies / Publications Universitaires Européenne: Reihe XXXVIII, Archäologie; Bd.2), 1981.
- Sztuka wczesnochrześcijańska, Warszawa: Wydawnictwa Artystyczne i Filmowe 1988 (wyd. 2 Kraków: Wydawnictwo WAM 2008).
- Bild und Wort : das Marienleben und die Kindheit Jesu in der christlichen Kunst vom 4. bis 8. Jh. und ihre apokryphen Quellen : (Vorabdruck der Habilitationsschrift), Warszawa, UW, 1992.
- Antyk w Zamku Królewskim w Warszawie : słownik antycznych postaci historycznych i mitologicznych, symboli, alegorii, ornamentów i detali architektonicznych, Warszawa: Zamek Królewski 1993.
- Andrzej Rottermund, Königsschloss in Warschau, Übers. aus dem Poln. Elżbieta Jastrzębowska, Warszawa: "Arx Regia" 1993.
- (przekład) Friedrich Wilhelm Deichmann, Archeologia chrześcijańska, przeł. Elżbieta Jastrzębowska, Warszawa: Wydawnictwo Naukowe PWN 1994.
- (przekład) Furio Durando, Grecja. Ludzie, myśl, sztuka, tł. z ang. i adaptacja Elżbieta Jastrzębowska, Warszawa: "Ars Polona" 1997.
- Maria	Longhena, Meksyk. Glify, kalendarze, piramidy, tł. z ang. i adapt. Elżbieta Jastrzębowska, Warszawa: "Ars Polona" 1998.
- Miasta Apokalipsy, Warszawa: "DiG" 1999.
- Rzym w czasach Quo vadis, Warszawa: Prószyński i S-ka, 2001.
- Der Sarkophag des Jaroslav in Kiev, Mainz am Rhein: Verlag Philipp von Zabern 2002.
- Rzym antyczny w oczach Piranesiego i dziś, Warszawa: Wydawnictwo DiG 2005.
- Archeologia Letteratura Collezionismo : atti del Convegno dedicato a Jan e Stanisław Kostka Potocki 17–18 aprile 2007, a cura di Elżbieta Jastrzębowska, Monika Niewójt, Roma: Accademia Polacca Delle Scienze Biblioteca e Centro di Studi a Roma 2008.
- Archeologia a Tolemaide : giornate di studio in occasione del primo anniversario della morte di Tomasz Mikocki 27–28 maggio 2008, a cura di Elżbieta Jastrzębowska, Monika Niewójt, Roma: Accademia Polacca delle Scienze di Roma 2009.